# CivCity: Rome
CivCity: Rome és un videojoc de construcció de ciutats, llançat el juliol del 2006. Va ser desenvolupat pel dissenyador Simon Bradbury sota la direcció de Sid Meier als estudis Firaxis Games i Firefly Studios. Aquest videojoc tracta de construir ciutats al llarg de la història de Roma i portar-las a la màxima esplendor.

## Sistema de joc
El joc consisteix a recrear l'estil de vida romana i crear ciutats enormes. S'hi construiran cabanes, en què s'allotjaran gent treballadora i que guanya diners, i demanarà recursos que necessiten per a la vida quotidiana i aniran pujant d'estatus i la seva casa evolucionarà fins a arribar a convertir-se en palaus luxosos. Caldrà construir camps de blat, oliveres, vinyes, carnisseries, perquè tinguin al seu abast els recursos bàsics, així com fusteries, ebenisteries per donar-los luxes.
Caldrà també vigilar l'economia i atendre les tasques encarregades pel Senat. Comerciar amb altres pobles per aconseguir recursos de què no es disposa, negociar amb els excedents produïts per obtenir diners... Caldrà també gestionar els sous, les hores laborals i lliures que tindran els treballadors.
També caldrà crear exèrcits tot i que el joc no tracta especialment del mode militar, però hi haurà atacs sovint al mode campanya i caldrà que la ciutat es defensi d'agressors bàrbars. En aquest aspecte el joc té enemics de la història romana, com per exemple, atacs d'elefants que encapçalarà Hanníbal i els seus cartaginesos sortejant els Alps.
Un altre aspecte del joc és que s'haurà d'investigar noves tecnologies. Compta amb més de 70 de les que se'n divideixen en diversos camps. N'hi ha de militars, que ajuden a crear més armes; econòmiques, per recaptar més impostos; de sanitat, amb millors escombraires i metges...
Es pot observar els ciutadans fent llur vida diària. Van a la feina, treballen, tornen a casa seva, descansen i recullen coses necessàries, com aigua, oli, carn o roba.

## Campanya
La campanya principal consta d'un total de 12 missions: 7 pacífiques i 5 militars. Es comença amb una missió pacífica. Un cop superada la missió, envien el jugador a una altra ciutat amb altres objectius. En passar la segona missió pacífica se n'obra la primera militar i la tercera pacífica. A partir d'aquest punt, el jugador pot triar el camí que vol seguir, tot i que es pot realitzar qualsevol missió en qualsevol moment i es poden alternar i àdhuc repetir-les.

## Història
El joc porta una enciclopèdia anomenada Civilopedia, igual que als jocs de la saga Civilization. S'hi podrà consultar l'ús que els romans donaven als edificis i com els construïen. Explica tot amb fets històrics reals.